# Enhancer

Enhancer

Een enhancer is een cis-element dat de transcriptie van het DNA bevordert. Een enhancer zit voor of achter de promotor van een gen. Het is niet nodig dat een enhancer dicht bij het betreffende gen zit en soms zit de enhancer zelfs op een ander chromosoom.
In 1981 werd een van de eerste enhancers beschreven. Deze enhancer komt voor in het polyomavirus Simian-virus 40 (SV40) en heeft twee dezelfde, 72 basenparen lange stukken, die de 72 herhalingsequenties worden genoemd. Elk stuk heeft al een iets bevorderende werking op de promotor, terwijl ze samen een viervoudige versterking geven.